# Wildwasserrennsport-Weltmeisterschaften 1971
1971 fanden die Weltmeisterschaften im Kanu-Wildwasserrennsport im Südtiroler Meran auf der Passer statt.

## Ergebnisse

### Nationenwertung
| Platz  | Land                   | Gold | Silber | Bronze | Gesamt |
| ------ | ---------------------- | ---- | ------ | ------ | ------ |
| 1      | BR Deutschland         | 6    | 3      | 2      | 11     |
| 2      | Frankreich             | 2    | 1      | 2      | 5      |
| 3      | Tschechoslowakei       | 1    | 3      | 2      | 6      |
| 4      | Österreich             | 1    | 3      | –      | 4      |
| 5      | Belgien                | –    | –      | 1      | 1      |
|        | Vereinigtes Königreich | –    | –      | 1      | 1      |
|        | Vereinigte Staaten     | –    | –      | 1      | 1      |
| Gesamt | Gesamt                 | 10   | 10     | 10     | 30     |